# Oneidina diplogramma
Oneidina diplogramma là một loài bướm đêm trong họ Noctuidae.